# Leucotrichia padera
Leucotrichia padera is een schietmot uit de familie Hydroptilidae. De soort komt voor in het Neotropisch gebied.